# Folkekonomi (beteendeekonomi)
Folkekonomi är den intuitiva ekonomin hos otränade människor. Det härrör från den evolutionära grunden för mänsklig kognition. Enligt förespråkare inom området, som Paul Rubin, var livet i våra förfäders evolutionära miljö mestadels statiskt; det fanns nästan ingen ekonomisk tillväxt eller innovation. Dessutom fanns det relativt liten specialisering (förutom efter ålder och kön) och ekonomin var enkel. Det föreslås att våra hjärnor utvecklades för att förstå denna typ av ekonomi, vilket kan orsaka en obalans med nyare marknadsekonomier baserade på internationell handel, komplexa hierarkier och industrialisering.
En av de viktigaste implikationerna av denna modell är att människor har utvecklats till att bli nollsummetänkare. Det vill säga, när vi står inför en ekonomisk fråga är vår naturliga tendens att se den i nollsummetermer, vilket innebär att den ena parten måste förlora något för att den andra ska gynnas. Detta leder till felaktigheter som tron att handel aldrig är ömsesidigt fördelaktigt, och ogillande av internationell handel och invandring. Det har föreslagits att nollsummetänkande är en av de mest relevanta källorna till ineffektiv ekonomisk politik.
Fältet uppstod nyligen ur arbetet av psykologer och ekonomer inspirerade av evolutionsteorin, men spekulationer om den mänskliga ekonomiska resonemangs natur går tillbaka åtminstone så långt som Adam Smith, som föreslog att "Instinkten att byta och byta en sak mot en annan är gemensam för alla människor och finns inte hos någon annan djurras. Ingen hund byter ben med en annan. Det är därför mänskliga behov tillgodoses".
På senare tid har psykologer som Steven Pinker föreslagit att förföljelsen av mellanhänder genom historien delvis kan förklaras av det faktum att det mänskliga sinnet utvecklats i en uråldrig miljö där produktion och handel med varor inte medierades, vilket får människor att anta att hantverkare och andra mellanhänder är exploatörer. Ekonomen och nobelpristagaren Friedrich Hayek var också intresserad av de kognitiva grunderna för mänskligt ekonomiskt tänkande och skrev utförligt om hur människor systematiskt har felaktiga övertygelser som avviker från accepterade ekonomiska teorier.